# Corrèze (gmina)
Corrèze – miejscowość i gmina we Francji, w regionie Nowa Akwitania, w departamencie Corrèze.
Według danych na rok 1990 gminę zamieszkiwało 1145 osób, a gęstość zaludnienia wynosiła 34 osoby/km² (wśród 747 gmin Limousin Corrèze plasuje się na 101. miejscu pod względem liczby ludności, natomiast pod względem powierzchni na miejscu 132.).

## Populacja

Populacja Corrèze w latach 1962–2008